# Legislatura de Nevada
La Legislatura de Nevada (en inglés: Nevada Legislature) es la legislatura estatal (órgano encargado del Poder legislativo) del estado de Nevada, en Estados Unidos. Tiene su sede en Carson City, la capital estatal. Es un órgano bicameral, pues consta de la Asamblea de Nevada y del Senado de Nevada.
La Constitución de Nevada establece el tamaño máximo de la Legislatura en 75 miembros, y estipula que el Senado no debe ser menor que un tercio ni mayor que la mitad del tamaño de la Asamblea.
Con un total de 63 escaños, la Legislatura es la tercera legislatura estatal bicameral más pequeña de los Estados Unidos, después de la de Alaska (60 miembros) y la de Delaware (62). Legislatura del estado de Nevada, en 2019,  fue la primera legislatura estatal en tener mayoría femenina en la historia de los Estados Unidos. El Partido Demócrata actualmente controla ambas cámaras de la Legislatura del Estado de Nevada.

## Establecimiento
La Legislatura Territorial de Nevada se estableció tras la creación del Territorio de Nevada en 1861. Creó los nueve condados originales durante su primera sesión fuera de Carson City .
Nevada se convirtió en un estado bajo la Constitución de Nevada de 1864, confiere la autoridad legislativa del estado a un Senado y una Asamblea, que son designados como "La Legislatura del Estado de Nevada ". La legislatura tiene el deber de establecer el número de senadores y asambleístas y los distritos legislativos a los que se asignan después de cada censo decenal, aunque el número total de legisladores no puede exceder de 75. El tamaño del Senado está ligado al tamaño de la Asamblea; la constitución del estado limita el Senado a no menos de un tercio y no más de la mitad del tamaño de la Asamblea.
Los proyectos de ley de redistribución de distritos aprobados por la legislatura después del censo estadounidense de 2010 fueron vetados por el gobernador, y la legislatura no pudo anular dichos vetos. En última instancia, los distritos legislativos de Nevada a partir de 2011 se establecieron por orden de un tribunal de distrito estatal. Desde entonces, los distritos del Senado se han formado combinando dos distritos vecinos de la Asamblea.

## Condiciones de los miembros
Los miembros de la Asamblea son elegidos por un período de dos años con un límite de seis períodos (12 años). Los miembros del Senado son elegidos por un período de cuatro años y, de manera similar, enfrentan límites de tres períodos (12 años). Los límites de mandato fueron enmendados a la Constitución de Nevada luego de un referéndum de votantes en 1996 como se refleja en la Constitución de Nevada, Art. 4, sección 4.

## Sesiones y cualificaciones
El primer día laboral oficial de la Legislatura es el primer lunes de febrero después de la elección. Las sesiones de la Legislatura son bienales y ocurren durante los años impares. La Legislatura de Nevada es uno de los cuatro estados que tienen sesiones bienales, los otros son Montana, Dakota del Norte y Texas . La Legislatura debe suspender sine die cada sesión regular a más tardar a la medianoche, Hora de verano del Pacífico (PDT) 120 días calendario después de su comienzo. Cualquier acción legislativa tomada después de la medianoche PDT del 120.º día calendario es nula a menos que ocurra durante una sesión especial convocada por el gobernador de Nevada . El gobernador está obligado a presentar el presupuesto ejecutivo propuesto a la Legislatura a más tardar 14 días calendario antes del comienzo de cada período ordinario de sesiones. Para ser elegido como miembro en cualquiera de las cámaras de la Legislatura, una persona debe ser ciudadano estadounidense, tener al menos 21 años de edad, residente de Nevada durante un año y un votante calificado en su distrito de residencia.

## Sedes

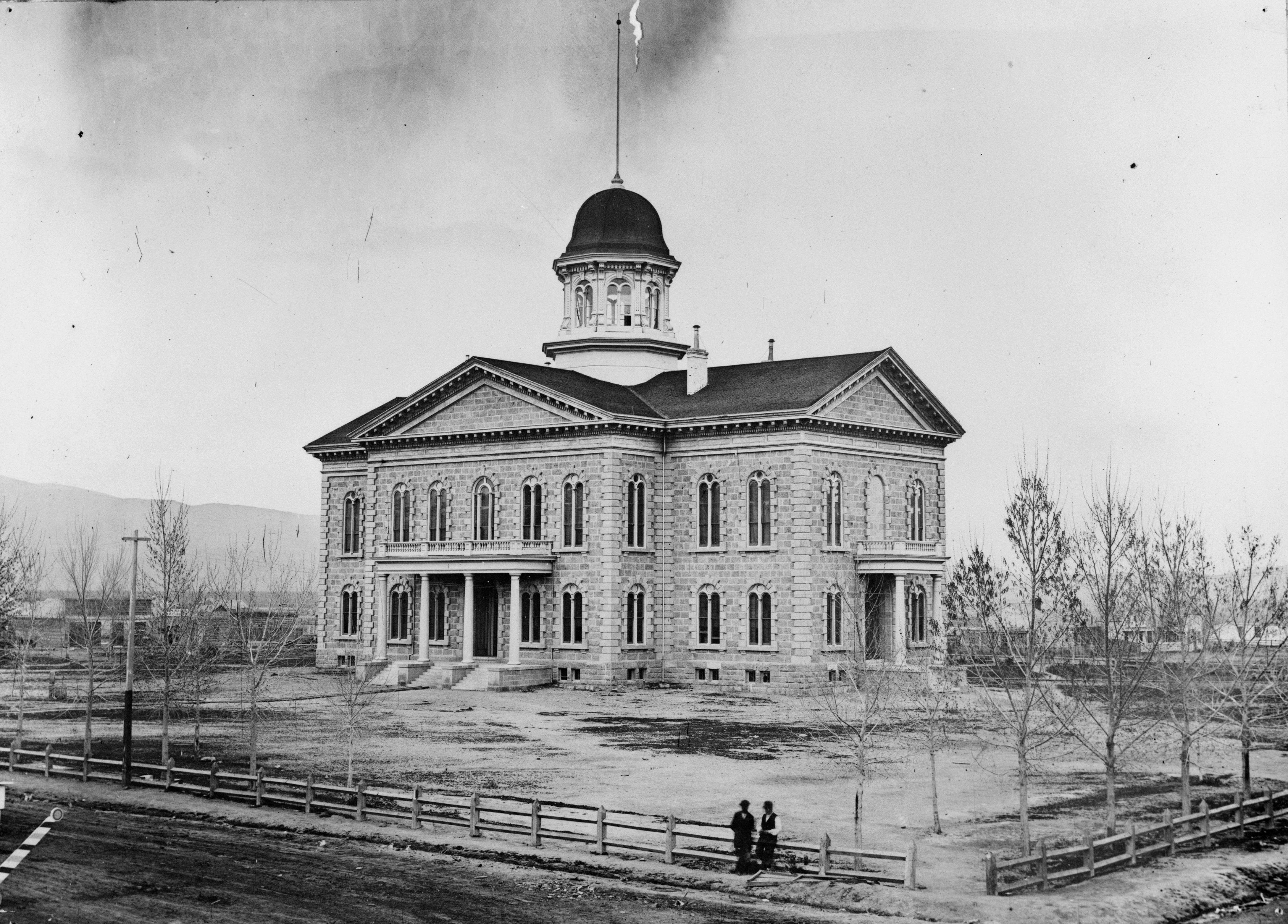
Capitolio del Estado de Nevada en 1875

Durante siete años después de la admisión de Nevada como estado de los Estados Unidos en 1864, la Legislatura de Nevada no tuvo un edificio sede adecuado. En 1869, la Legislatura aprobó la Ley del Capitolio del Estado, promulgada por el gobernador Henry G. Blasdel, que proporciona $ 100,000 para la construcción de un edificio del capitolio. Bajo la supervisión del diseñador Joseph Gosling, la construcción del edificio de estilo italiano comenzó en 1870. La Legislatura se reunió en el edificio del capitolio estatal inacabado al año siguiente, y la construcción se completó a mediados de año. La Legislatura continuó reuniéndose en el capitolio estatal hasta 1971, cuando ambas cámaras se trasladaron al Edificio Legislativo construido al sur del capitolio original. El antiguo capitolio del estado sigue siendo la oficina del gobernador y otros funcionarios del poder ejecutivo. Las antiguas cámaras de la Asamblea y el Senado ahora son museos y están disponibles para reuniones.

## Historia
Sadie Hurst (1857-1952) fue la primera mujer elegida para la Legislatura de Nevada, como candidata republicana para el condado de Washoe, en 1918. Cuando la legislatura se reunió en sesión especial el 7 de febrero de 1920 para ratificar la Enmienda del Sufragio Federal, fue Hurst, la asambleísta de Reno, quien presentó la resolución. Tiene la distinción adicional de ser la primera mujer en presidir una legislatura estatal durante la ratificación de la Enmienda del Sufragio Federal.
La 80° reunión de la Legislatura de Nevada, iniciada en 2019, es la primera legislatura estatal bicameral de mayoría femenina en la historia de Estados Unidos. Dos estados han tenido previamente una mayoría femenina en un cuerpo legislativo.